# Akim Walta
Akim Walta (* 1970 in Mainz als Achim Walta) ist ein deutscher Graffiti-Writer, Hip-Hop-Produzent, Unternehmer, Veranstalter und Autor. Der auch unter den Pseudonymen Zeb.Roc.Ski und Zebster bekannte Walta ist Gründer des Unternehmens MZEE.

## Leben
Akim Walta beschäftigte sich seit Anfang der 1980er Jahre mit Hip-Hop. Beeinflusst von Filmen wie Wild Style! und Style Wars wurde er schließlich selbst Graffiti-Writer und Breakdancer.
Seit Anfang der 1990er Jahre veranstaltete er in München und Mainz Hip-Hop-Partys. Seit 1992 verlegte er mit Ralf Kotthoff das Fanzine Mzee Magazin. Im selben Jahr gründete er mit Kotthoff das Unternehmen MZEE, aus dem unter anderem ein Versandhandel und das Plattenlabel MZEE Records hervorging. Auf dem Label veröffentlichte Walta viele Meilensteine früher deutschsprachiger Hip-Hop-Künstler wie Advanced Chemistry, MC Rene, Massive Töne, Freaks Association Bremen, Stieber Twins, Cora E. oder No Remorze. Daneben arrangierte und produzierte Walta für viele MZEE-Künstler Stücke oder steuerte Remixe zu deren Veröffentlichungen bei. Über MZEE Records veröffentlichte Walta auch die Compilations Alte Schule (1993) und Die Klasse von 95 (1995). Von seinen eigenen Produktionen unter dem Pseudonym Zeb.Roc.Ski wurden insbesondere die Stücke B Boys Revenge und Keep Prepared For the Battle einem größeren Publikum bekannt.
Seit 1993 verlegte Walta auch das Graffiti-Magazin On the Run. 1995 gründete er das Hip-Hop-Netzwerk From Here to Fame.

## Diskografie (Auswahl)
Alben
- 1998: Zeb.Roc.Ski – Beats & Peaces No. 0 (Dope On Tape)
- 1999: Zeb.Roc.Ski – Official Battle Superbreaks (MZEE Records)
- 1999: Zeb.Roc.Ski – All City / Style Wars (MZEE Records)

Singles und EPs
- 1998: Zeb.Roc.Ski & Stieber Twins – B Boys Revenge (MZEE Record)
- 2001: Zeb.Roc.Ski feat. Blade – On the Run (MZEE Records)
- 2002: Zeb.Roc.Ski – Keep Prepared For the Battle / Zebster Rock (MZEE Records)

## Schriften und Herausgeberschaften
- mit Ralf Kotthoff: Graffiti Art Deutschland – Germany. Schwarzkopf & Schwarzkopf, Berlin, 1994, 143 Seiten, ISBN 978-3-896-02028-4.
- Zebster aka Zeb.Roc.Ski. From Here to Fame Publishing, Berlin, 2011, 144 Seiten, ISBN 978-3-937-94633-7.
- Zeb.Roc.Ski präsentiert: Martha Cooper Hip Hop Files: Photographs 1979–1984. From Here to Fame Publishing, Berlin, 2013, 240 Seiten, ISBN 978-3-937-94646-7.